# Матиас да Силва, Марсело
Марсе́ло Аугу́сто Мати́ас да Си́лва или просто Марсело (порт. Marcelo Augusto Mathias da Silva; 26 августа 1991, Жуис-ди-Фора, штат Минас-Жерайс — 28 ноября 2016, Серро-Гордо, Ла-Уньон, Антьокия, Колумбия) — бразильский футболист, выступавший на позиции защитника. Погиб в авиакатастрофе BAe 146 под Медельином.

## Биография
Марсело — воспитанник футбольной академии клуба «Макаэ» из штата Рио-де-Жанейро. Однако профессиональную карьеру футболиста он начал в июле 2012 года в другой команде того же штата — «Волте-Редонде», выступавшей в бразильской Серии D. В 2014 году, после завершения Лиги Кариоки, перешёл в команду «Сианорти», но не проведя за неё ни одного матча был отдан в аренду во «Фламенго», где и выступал на протяжении полутора лет. 31 августа 2014 года забил свой единственный мяч в Серии A в ворота «Витории», который помог «фламенгистас» добиться гостевой победы со счётом 2:1.
В январе 2016 года вновь отправился в аренду, в другой клуб Серии A — «Шапекоэнсе». Вместе с этой командой он стал чемпионом штата Санта-Катарина. В конце июня получил травму и долго восстанавливался. После восстановления он успел сыграть в Серии A против «Палмейраса», для которого победа над «Шапекоэнсе» принесла чемпионский титул. Марсело должен был дебютировать в заявке команды в финальной игре Южноамериканского кубка 2016.
28 ноября 2016 года погиб в авиакатастрофе под Медельином вместе с практически всем составом и тренерским штабом клуба в полном составе, который летел на первый финальный матч ЮАК-2016 с «Атлетико Насьоналем». Позже КОНМЕБОЛ присудила победу в турнире «Шапекоэнсе».
Похоронен в родном городе Жуис-ди-Форе. У Марсело было прозвище «Новый Деде» — в честь защитника «Крузейро» — из-за внешнего сходства и антропометрических данных.

## Достижения
- Чемпион штата Санта-Катарина (1): 2016
- Обладатель Южноамериканского кубка (1): 2016